# گذر انگلیس
گذر انگلیس (به رومانیایی: Pasajul Englez) یک مکان تجارت تن‌فروشی در بخارست رومانی بود. گذر انگلیسی در میان خیابان مسیر پیروزی (به رومانیایی: Calea Victoriei) و خیابان دانشگاه (به رومانیایی: Strada Academiei) واقع است. این بنا در سال ۱۸۵۵ توسط یک جواهرفروش اتریشی به نام جوزف ریش ساخته شد که عموماً محلی برای رشد تئاتر در رومانی شد. جوزف ریش این بنا را به جورجیو ایلیاده فروخت و او این مکان را تبدیل به یک روسپی‌خانه کرد. بنای روسپی‌خانه طوری طراحی شده بود که بانوان برهنه در تراس در روبروی مشتریان به تحریک آن‌ها می‌پرداختند. پانات ایستراتی نویسنده مطرح رومانیایی در روسپی‌خانه به عنوان پیش‌خدمت برای مدتی مشغول به کار بود. از مشتریان همیشگی روسپی‌خانه کارول دوم پادشاه رومانی و الکساندر پالئولوگلو سیاستمدار و ادیب رومانیایی بودند. از گذر انگلیس به عنوان لوکیشین فیلم دراکولا ۲ استفاده شده‌است.

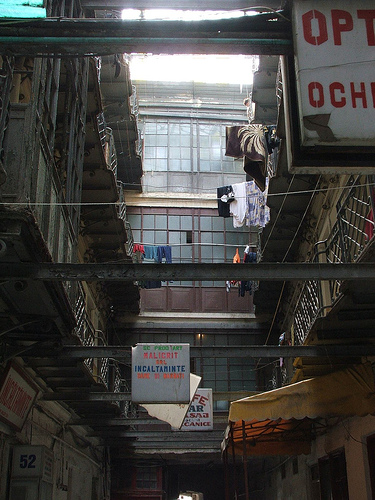
گذر انگلیس

این روسپی‌خانه از سال ۱۹۴۷ توسط دولت کمونیستی رومانی تعطیل شد و امروزه یک بنای تاریخی به حساب می‌آید.